# Bispebjerg Sogn
Bispebjerg Sogn er et sogn i Bispebjerg-Brønshøj Provsti (Københavns Stift). Sognet ligger i Københavns Kommune; indtil Kommunalreformen i 1970 lå det i Sokkelund Herred (Københavns Amt). I Bispebjerg Sogn ligger Grundtvigs Kirke.
I Bispebjerg Sogn findes flg. autoriserede stednavne:
- Bispebjerg (bebyggelse)